# Theanin
L-Theanin (5-N-Ethyl-L-glutamin) ist eine nichtproteinogene Aminosäure, die in den Blättern der Teepflanze (Camellia sinensis) enthalten ist. L-Theanin kommt noch in weiteren Arten vor wie Camellia japonica sowie Camellia sasanqua, aber auch in Imleria badia (ehemals Xerocomus badius, dem Maronenröhrling).
Bei der Fermentation des Tees wird ein Teil des Theanins abgebaut, sodass grüner Tee mehr enthält als schwarzer.

## Studien
Da vor allem grüner Tee als gesundheitsfördernd gilt, wurden zahlreiche Studien durchgeführt, um die Wirkung der enthaltenen Inhaltsstoffe zu prüfen. Auch das Theanin wurde mehrfach untersucht, vor allem in Tierversuchen. Dabei wurde ein Einfluss auf das Zentralnervensystem festgestellt.
Orale Gaben von Theanin an Ratten führten zu einer Abnahme der Konzentration von Serotonin im Gehirn. Die im Tierversuch bei Ratten ermittelte letale Dosis liegt über dem höchsten getesteten Wert von 5 Gramm/kg Körpergewicht. Es wurden keine Hinweise auf eine karzinogene Wirkung von Theanin gefunden und auch ein Ames-Test führte zu negativen Ergebnissen.
Auch bei Menschen wurde in manchen Studien eine Wirkung auf das Zentralnervensystem beobachtet. So soll Theanin die Fähigkeit zur Reduktion mentaler und physischer Stressreaktionen besitzen. In einer Studie beispielsweise wurde nach der Einnahme von 200 mg Theanin eine verstärkte Bildung von Alpha-Wellen im Gehirn gemessen, die in einem Zustand der Entspannung entstehen.
L-Theanin erreicht die maximale Plasmakonzentration zwischen 32 und 50 Minuten nach der oralen Einnahme, die Plasmahalbwertszeit beträgt 58 bis 74 Minuten beim Menschen.

## Kritik
Theanin gilt als Nootropikum. Höhere Konzentrationsleistungen sind aufgrund des Wirkprofils (Verringerung der Beta- und Erhöhung der Alpha- & Delta-Wellen im EEG) allerdings nicht zu erwarten. Anderen Untersuchungen zufolge verringert sich bei geringeren Dosierungen die Serotonin-Konzentration im Gehirn zugunsten einer steigenden Catecholamin-Konzentration (Dopamin, Noradrenalin, Adrenalin), was einen konzentrationsfördernden Effekt beinhaltet. Theanin scheint also ein biphasisches Wirkungsprofil aufzuweisen.
Der isolierte Zusatz der Substanz zu Getränken ist in Deutschland nach der Ablehnung durch das Bundesinstitut für Risikobewertung bislang nicht zugelassen, allerdings wird sie in Kapselform als Nahrungsergänzungsmittel verkauft. Ob diese isolierte Aufnahme in höheren Dosen gesundheitsfördernd oder gesundheitlich bedenklich ist, ist umstritten.
Das Bundesinstitut für Risikobewertung hat 2001 wie folgt Stellung genommen (Auszug): „In isolierter Form zeigt L-Theanin im Tierversuch verschiedene pharmakologische Wirkungen. So senkt diese Aminosäure in höheren Dosen zum Beispiel den Blutdruck, beeinflusst die Konzentration verschiedener Botenstoffe im Gehirn und wirkt Coffeineffekten entgegen. L-Theanin wird deshalb eine beruhigende und entspannende (sedierende) Wirkung zugeschrieben. Allerdings ist nicht geklärt, ob damit nicht auch andere Effekte verbunden sind und z. B. das Reaktionsvermögen und die Aufmerksamkeit negativ beeinflusst werden. Unklar ist ebenfalls, ob sich diese möglichen negativen Effekte durch den zusätzlichen Genuss von Alkohol oder Medikamenten verstärken. (…) Monopräparate, die L-Theanin in Kapselform enthalten (…) werden u. a. mit: ‘angstlösenden, stimmungsmodulierenden, die Coffeinwirkung antagonisierenden, blutdrucksenkenden, Gehirndopaminwerte-erhöhenden, PMS-Symptome vermindernden Wirkungen’ beworben, und tragen zum Teil folgende Warnhinweise: ‘do not take this product if you are pregnant, breast-feeding or taking any prescription medications without prior medical consultation’ (…)“ (dt.: Nehmen Sie dieses Produkt nicht, wenn Sie schwanger sind oder stillen. Wurden Ihnen Medikamente verschrieben, nehmen Sie es erst nach ärztlicher Rücksprache ein).